# GLUT3
GLUT3  isoforma de alta afinidad de Tipo I de transportador de glucosa expresado mayormente en neuronas, donde se cree ser el principal transportador isoforma de glucosa, y en la placenta.